# بنجامین وید
بنجامین وید (انگلیسی: Benjamin Wade؛ زاده ۲۷ اکتبر ۱۸۰۰ - درگذشته ۲ مارس ۱۸۷۸) سناتور سابق عضو جمهوری‌خواه بود. وی در سال ۱۸۵۱ تا ۱۸۶۹ میلادی سناتور ایالت اوهایو در سنای ایالات متحده آمریکا بود.